# Emil Eichhorn (Politiker)

Emil Eichhorn, Fotografie von 1907

Robert Emil Eichhorn (* 9. Oktober 1863 in Röhrsdorf bei Chemnitz; † 26. Juli 1925 in Berlin) war ein deutscher Politiker (SPD, USPD und KPD), Reichstagsabgeordneter und Journalist. Während der Novemberrevolution wurde er am 9. November 1918 zum Polizeipräsidenten von Berlin ernannt. Am 4. Januar 1919 wurde er wegen Unterstützung meuternder Soldaten abgesetzt. Dies und die Weigerung Eichhorns, sein Amt niederzulegen, führte einen Tag später zu Massendemonstrationen und mündete in den Januaraufstand. Während der Weimarer Republik war er Abgeordneter des Deutschen Reichstags.

## Leben

### Sozialistischer Politiker im Kaiserreich
Eichhorn absolvierte von 1878 bis 1881 eine Lehre als Mechaniker und studierte kurzzeitig an einer privaten technischen Hochschule. 1881 trat er der damals auf Grund des Sozialistengesetzes illegalen SAPD (später in SPD umbenannt) bei und begann für sozialdemokratische Zeitungen zu schreiben. Da er wegen seiner politischen Aktivitäten mehrfach seinen Arbeitsplatz verloren hatte, wurde er 1893 hauptamtlicher Parteifunktionär und war bis 1900 Redakteur der Sächsischen Arbeiterzeitung, dann der Mannheimer Volksstimme und von 1905 bis 1908 Landessekretär der SPD in Baden. Im August 1908 lehnte er mit vier weiteren SPD-Abgeordneten das Budget ab, während Ludwig Frank und der Rest der Fraktion dem Budget entgegen den Beschlüssen des SPD Parteitages in Lübeck 1901 zustimmten.  Eichhorn war von 1901 bis 1909 auch Mitglied der Zweiten Badischen Kammer und lag als Anhänger des linken Parteiflügels in ständigen Konflikten mit der von den Revisionisten dominierten regionalen Parteiorganisation.
1903 bis 1912 war Eichhorn als Abgeordneter des Wahlkreises Großherzogtum Baden 9 (Ettlingen – Durlach – Pforzheim) Mitglied der SPD-Fraktion im Deutschen Reichstag. Von 1908 bis 1916 leitete er das sozialdemokratische Pressebüro der Partei in Berlin. Während des Ersten Weltkrieges opponierte Eichhorn gegen die Burgfriedenspolitik der Parteiführung und schloss sich 1917 der USPD an, deren Pressedienst er leitete. 1917 wurde er wegen der Herstellung und Verbreitung von Flugblättern zu fünf Monaten Gefängnis verurteilt. Im August 1918 bat ihn Pawel Borissowitsch Axelrod die sowjetrussische Telegraphenagentur zu leiten, ab September bis 4. November 1918 wurde sie umbenannt in ROSTA. Von ihr wurde Eichhorn auch während seiner Zeit als Polizeipräsident bezahlt, was er später damit rechtfertigte, ihm sei von der preußischen Regierung kein Gehalt bezahlt worden.

### Berliner Polizeipräsident in den Revolutionsmonaten
In der Novemberrevolution wurde er, wie Lars-Broder Keil und Sven Felix Kellerhoff schreiben, „mehr zufällig“ zum Berliner Polizeipräsidenten: Das Polizeipräsidium Alexanderplatz war am Morgen des 9. November von Truppen mit Maschinengewehren gesichert worden, die den ausdrücklichen Befehl erhalten hatten, es „bis zum letzten Mann“ zu verteidigen. Aufgrund des Schießverbots, das Generaloberst Alexander von Linsingen am frühen Nachmittag verhängt hatte, feuerten sie nicht auf die heranziehenden Revolutionäre, die einen regelrechten Belagerungsring um das Gebäude errichteten. Parlamentäre wurden ausgeschickt, um die Situation zu bereinigen. Eichhorn, der etwas später dazugekommen war, übernahm die Verhandlungsführung und kurz darauf auch das Gebäude selbst.
Eichhorns Bilanz als Polizeipräsident fällt uneinheitlich aus. Nach Keil und Kellerhoff agierte er ohne die gebotene parteipolitische Neutralität: Die radikale Linke wurde begünstigt, gemäßigte oder konservative Kräfte dagegen mitunter behindert. Harry Graf Kessler charakterisierte ihn in seinem Tagebuch spöttisch als „Figur wie aus einer Offenbachschen Operette, der die öffentliche Ruhe sicherte, indem er bei Aufruhr die Aufrührer bewaffnete, und der deutschen Regierung diente, ohne auf seine Monatsgage aus Rußland zu verzichten“. Die Fachzeitschrift Die Polizei beschrieb ihn am 13. März 1919 in einem boshaften Rückblick so:

„Präsident Eichhorn erschien als Neurastheniker höchsten Grades: ein weichlich verschwommenes Gesicht, zerkauter, dünner Schnurrbart, nervöse Fingerbewegungen, unruhiges Auf- und Abtrippeln. Die Anrede ‚Herr Präsident‘ schmeichelte ihn sichtlich. Von den Soldatenräten sprach er immer als von ‚meinen Regierungsräten‘ …“

Eduard Bernstein bezeichnet ihn 1921 „als Schrittmacher des extremen, auf eine gewaltsame Proklamierung der revolutionären Diktatur des Proletariats hinarbeitenden Flügels der Berliner Opposition“.
Da Eichhorns Beamte den revolutionären Elan ihres neuen Polizeipräsidenten nicht teilten, sondern der Nation oder der Monarchie loyal gegenüberstanden, waren seinem revolutionären Wirken aber enge Grenzen gesetzt. Bei der Demokratisierung und Entmilitarisierung der Berliner Polizei hatte er mehr Erfolg: Die neue Versammlungs- und Redefreiheit für Polizisten wurde mit Gleichmut angenommen, ebenso die Abschaffung der militärischen Grußformen. Die militärischen Einheiten der Schutzpolizei ließ Eichhorn auflösen, die Polizeiränge wurden denen der zivilen Beamtenschaft angepasst. Eichhorn lud Arbeiter ein, als „Revierbeisitzer“ die Tätigkeit aller Polizeireviere zu überwachen, und stellte eine eigene Sicherheitswehr auf. Die 1800 Mann der „Sicherheitstruppe Groß-Berlin“ begleiteten die Schupos auf deren Patrouillengängen durch die Stadt. Da all diese Maßnahmen erkennbar nur Provisorien darstellten, erhob sich innerhalb der Beamtenschaft kein Protest dagegen. Dass Eichhorn nicht noch mehr Erfolg hatte, lag an seiner Unerfahrenheit und falscher Prioritätensetzung: So verwandte er viel Zeit auf Fragen der Uniformierung und die Formulierung von Dienstvorschriften. Sein Versuch, die Politische Polizei aufzulösen und in die Kriminalpolizei zu integrieren, scheiterte am Widerstand der Kripo-Beamten. Sie erklärten auf einer Versammlung am 5. Dezember, sich nicht für politische Zwecke „mißbrauchen“ lassen zu wollen und beharrten auf ihrer politischen Neutralität. Auch personalpolitisch agierte Eichhorn glücklos, denn der von ihm eingesetzte Kripochef Erich Prinz erwies sich als unfähig. Auch kam es während Eichhorns Amtszeit zu mehreren Fällen von Korruption, normalerweise in der Berliner Polizei eine Seltenheit.

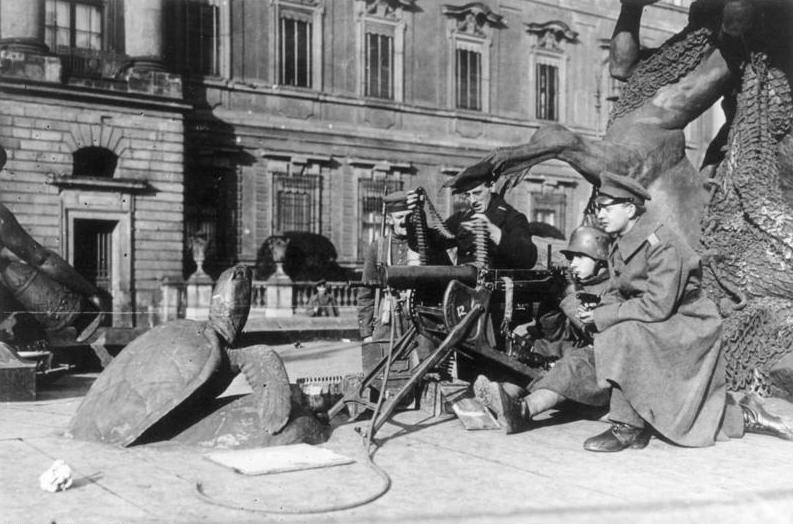
Maschinengewehrposten der Volksmarinedivision vor dem Berliner Schloss, Ende 1918

Im Dezember 1918 meuterte die im Berliner Stadtschloss untergebrachte Volksmarinedivision. Aus Verärgerung über ausstehende Soldzahlungen plünderte sie und nahm den Berliner Stadtkommandanten, den MSPD-Politiker Otto Wels als Geisel. In den daraufhin ausbrechenden Weihnachtskämpfen zwischen der Volksmarinedivision und regierungstreuen Truppen stellte sich Eichhorn mit der ihm unterstehenden Sicherheitswehr auf die Seite der Meuterer und organisierte Demonstrationen von Sympathisanten. Damit war er als Polizeipräsident unhaltbar geworden. Die MSPD-nahe Presse veröffentlichte scharfe Polemiken gegen den Polizeipräsidenten und stellte ihn als vom Ausland bestochenen Putschisten hin. Am 1. Januar 1919 schrieb der Vorwärts: „Jeder Tag, an dem Eichhorn länger in seinem Amt bleibt, bedeutet eine Gefahr für die öffentliche Sicherheit.“ Eichhorn war nach dem Rücktritt der USPD aus dem Rat der Volksbeauftragten der letzte Vertreter dieser Partei in einer Spitzenposition. Offen erklärte er, dass er eine Zusammenarbeit der USPD an den Spartakusbund favorisierte, aus dem in eben diesen Tagen die KPD hervorging.
Am 3. Januar 1919 teilte Eichhorn dem preußischen Innenminister und Ministerpräsidenten Paul Hirsch mit, er erkenne ihn nicht als weisungsberechtigt an. Am Tag darauf entließ ihn dieser mit einem knappen Entlassungsschreiben. Obwohl die Entlassung von Zentralrat der Deutschen Sozialistischen Republik und Vollzugsrat des Arbeiter- und Soldatenrates Groß-Berlin mit großer Mehrheit bestätigt wurde, beschloss Eichhorn, sie nicht zu akzeptieren: Mit Rückendeckung der Berliner USPD und der Revolutionären Obleute, die Eichhorns Absetzung einen „niederträchtigen Anschlag gegen die revolutionäre Arbeiterschaft“ nannten, weigerte er sich, die Amtsgeschäfte an seinen Nachfolger Eugen Ernst zu übergeben, als dieser im Polizeipräsidium am Alexanderplatz erschien. Weil Eichhorn von Soldaten und Demonstranten unterstützt wurde, musste Ernst, der unvorsichtigerweise ohne Truppenbegleitung erschienen war, das Feld räumen. Das preußische Innenministerium verbot daraufhin allen Berliner Polizisten, Befehle Eichhorns auszuführen. Auch die von ihm selbst aufgebaute Sicherheitswehr rückte von ihm ab, da ihr von der Regierung Lohnfortzahlung in Aussicht gestellt worden war und sie Angst vor einer gewaltsamen Auseinandersetzung mit dem Militär hatte.
Am 5. Januar 1919 erschien Die Rote Fahne, das Zentralorgan der KPD, mit einem Bericht über die angeblich heimtückische Absetzung Eichhorns durch die führenden MSPD-Politiker Friedrich Ebert und Philipp Scheidemann, die die Arbeiter damit angeblich „um den letzten Rest der revolutionären Errungenschaften“ bringen wollten. Dies löste eine Großdemonstration für seine Wiedereinsetzung aus: Eichhorns Anhänger trafen sich an den Germaniasälen in der Chausseestraße, wo dieser die Kompromisse mit der MSPD, auf die sich die USPD in den letzten Wochen eingelassen hatte, für einen Fehler erklärte. Man zog gemeinsam südwärts bis zur Siegesallee im Tiergarten, wo sich der Demonstrationszug mit einem anderen vereinigte, der eigentlich eine raschere Demobilisierung forderte, sich aber nun dem Protest gegen die Absetzung Eichhorns anschloss. Gemeinsam marschierte man unter Hochrufen auf Karl Liebknecht, Rosa Luxemburg und Emil Eichhorn die Linden hinunter bis zum Alexanderplatz. Dort angekommen hielt Eichhorn von einem Balkon des Polizeipräsidiums herab eine Rede, in der er ausrief „Ich habe mein Mandat von der Revolution erhalten und werde es nur der Revolution zurückgeben […] Ich verlasse mich auf die Macht de Proletariats.“ Auch Liebknecht, Georg Ledebour und Ernst Däumig hielten Reden. Diese Demonstration von mehreren Zehntausend Menschen war die größte seit Beginn der Novemberrevolution. Sie war der Auslöser für den Spartakusaufstand, der von Freikorps blutig niedergeschlagen wurde.

### Reichstagsabgeordneter in der Weimarer Republik

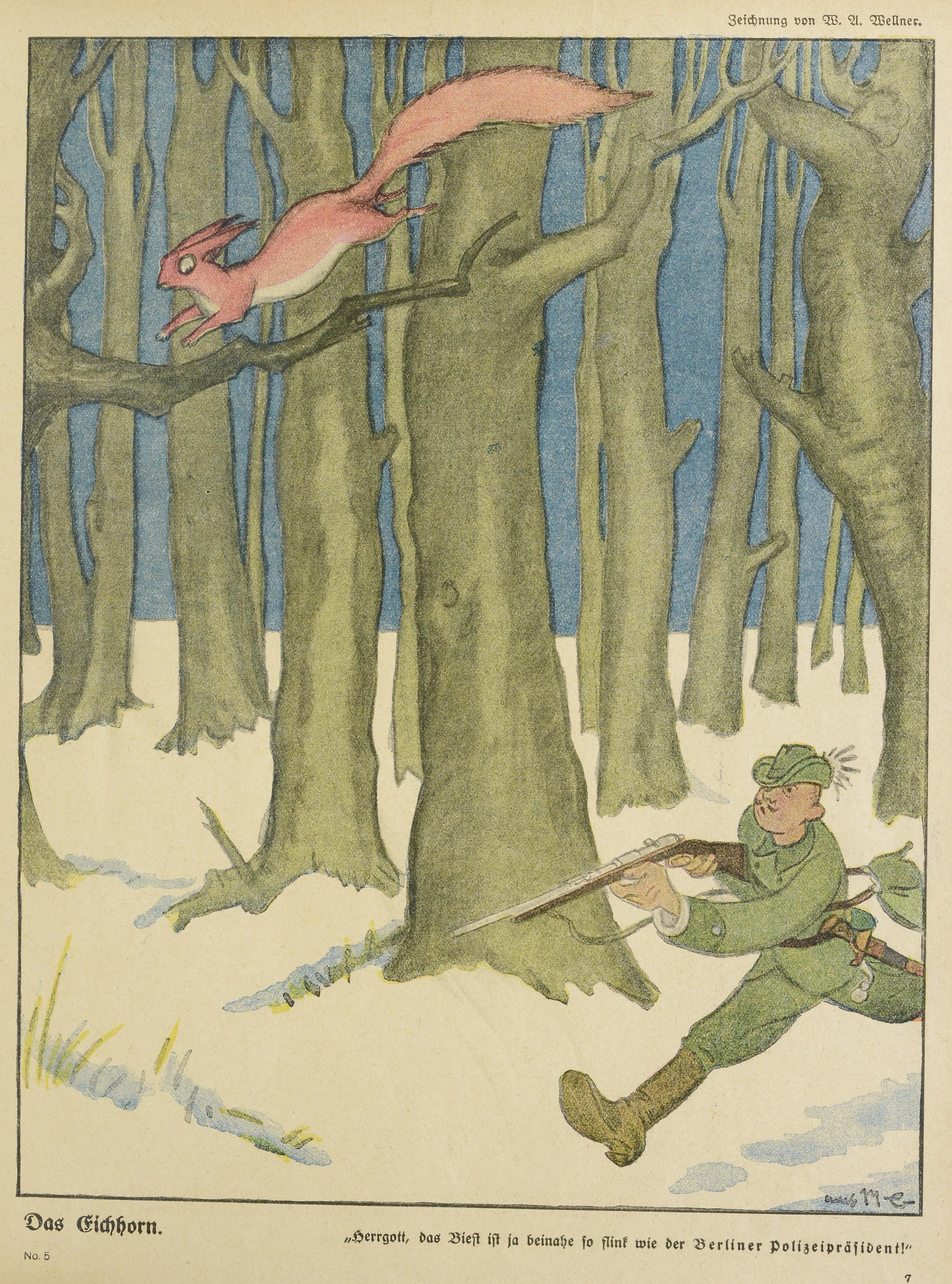
Karikatur von W. A. Wellner in den Lustigen Blättern, Februar 1919: Das Eichhorn. „Herrgott, das Biest ist ja beinahe so flink wie der Berliner Polizeipräsident!“

Nach seiner Absetzung flüchtete Eichhorn, der seit dem 14. Januar 1919 per Haftbefehl gesucht wurde, nach Braunschweig. Im Untergrund verfasste er eine subjektiv gefärbte Rechtfertigung seiner zweimonatigen Amtsführung als Polizeipräsident, die 1919 veröffentlicht wurde. Nach Ansicht des Polizeihistorikers Hsi-huey Liang liest sie sich „wie ein revolutionäres Pamphlet“. Ihr wird daher nur ein eingeschränkter Quellenwert zugebilligt. Bei der durch Niederschlagung des Aufstands möglich gewordenen Wahl zur Weimarer Nationalversammlung wurde Eichhorn am 19. Januar 1919 gewählt, am 6. Juni 1920 dann auch in den Reichstag. Ende des Jahres schloss er sich als Mitglied des linken USPD-Flügels der KPD an. In deren Reichstagsfraktion erlangte er keine größere Bedeutung mehr. Obwohl Anhänger der Vorsitzenden Paul Levi und Ernst Däumig und zeitweiliges Mitglied der Kommunistischen Arbeitsgemeinschaft (KAG), verließ er nach der Märzaktion 1921 nicht die Partei und wurde jeweils im Mai und Dezember 1924 wieder in den Reichstag gewählt. Da Eichhorn weiterhin polizeilich gesucht wurde, musste er, da vor Verhaftungen nur durch seine parlamentarische Immunität geschützt, 1920 und 1924 nach jeder Parlamentsauflösung bis zur Wiederwahl untertauchen.

## Schriften
- Sachsens Mai-Revolution. (Redaktion Emil Eichhorn). Kaden, Dresden 1899.
- Die Landtagswahlen von 1905. Geck, Karlsruhe 1905.
- Friedrich Engels. Vergessene Briefe.[24] Ein Beitrag zum 100jähr. Geburtstag. Eingeleitet von Emil Eichhorn. A. Seehof, Berlin 1918.
- Meine Tätigkeit im Berliner Polizeipräsidium und mein Anteil an den Januar-Ereignissen. Verlags-Genossenschaft „Freiheit“, Berlin 1919, urn:nbn:de:kobv:109-1-12285229
- Das Reichswahlgesetz mit Wahlkreiseinteilung und Wahlordnung. Erläutert von Emil Eichhorn. Freiheit, Berlin 1920. (=Gesetzeserläuterungen für Arbeiter und Angestellte. Heft 4)
- Parteien und Klassen im Spiegel der Reichstagswahlen. Eine Studie über d. Charakter d. Parteien als Klassenorgane; Mit stat. Material über d. berufliche Schichtg u. d. Ergebnisse d. Reichstagswahlen von 1907 bis 7. Dez. 1924. Produktiv-Genossensch. f. d. Bez. Halle-Merseburg, Halle 1925.